# Щ-402
| Щ-402                              | Щ-402                                                                                            | Щ-402                                                                                            |
| ---------------------------------- | ------------------------------------------------------------------------------------------------ | ------------------------------------------------------------------------------------------------ |
|                                    |                                                                                                  |                                                                                                  |
|                                    |                                                                                                  |                                                                                                  |
| Схема підводного човна типу «Щука» |                                                                                                  |                                                                                                  |
| Під прапором                       | Військово-морський флот СРСР                                                                     | Військово-морський флот СРСР                                                                     |
| Порт приписки                      | Полярний                                                                                         | Полярний                                                                                         |
| Спуск на воду                      | 28 червня 1935 року                                                                              | 28 червня 1935 року                                                                              |
| Виведений зі складу флоту          | 4 червня 1936 року                                                                               | 4 червня 1936 року                                                                               |
| Сучасний статус                    | 21 вересня 1944 року затоплена внаслідок помилкової атаки радянського торпедоносця A-20 «Бостон» | 21 вересня 1944 року затоплена внаслідок помилкової атаки радянського торпедоносця A-20 «Бостон» |
| Проєкт                             |                                                                                                  |                                                                                                  |
| Тип ПЧ                             | Торпедний ДПЧ                                                                                    | Торпедний ДПЧ                                                                                    |
| Розробник проєкту                  | ССЗ № 189, Ленінград                                                                             | ССЗ № 189, Ленінград                                                                             |
| Основні характеристики             |                                                                                                  |                                                                                                  |
| Швидкість (надводна)               | 14 вузлів (24 км/год)                                                                            | 14 вузлів (24 км/год)                                                                            |
| Швидкість (підводна)               | 8,1 вузол (15 км/год)                                                                            | 8,1 вузол (15 км/год)                                                                            |
| Робоча глибина занурення           | 75 м                                                                                             | 75 м                                                                                             |
| Гранична глибина занурення         | 90 м                                                                                             | 90 м                                                                                             |
| Автономність плавання              | 20 діб                                                                                           | 20 діб                                                                                           |
| Екіпаж                             | 37                                                                                               | 37                                                                                               |
| Розміри                            |                                                                                                  |                                                                                                  |
| Довжина найбільша (по КВЛ)         | 58,8 м                                                                                           | 58,8 м                                                                                           |
| Ширина корпусу найб.               | 6,2 м                                                                                            | 6,2 м                                                                                            |
| Середня осадка (по КВЛ)            | 4,0 м                                                                                            | 4,0 м                                                                                            |
| Водотоннажність надводна           | 584 т                                                                                            | 584 т                                                                                            |
| Озброєння                          |                                                                                                  |                                                                                                  |
| Торпедно- мінне озброєння          | 4 носових та 2 кормові ТА калібру 533-мм (10 торпед)                                             | 4 носових та 2 кормові ТА калібру 533-мм (10 торпед)                                             |
| ППО                                | 2 × 45-мм напівавтоматичні гармати 21-К 2 зенітні кулемети «Максим»                              | 2 × 45-мм напівавтоматичні гармати 21-К 2 зенітні кулемети «Максим»                              |

Щ-402 — радянський дизель-електричний підводний човен серії X, типу «Щука», що входив до складу Військово-морського флоту СРСР за часів Другої світової війни. Закладений 4 грудня 1934 року на верфі ССЗ № 189, у Ленінграді під будівельним номером 254. 28 червня 1935 року спущений на воду. 4 червня 1936 року введений до складу сил флоту, 29 вересня 1936 року увійшов до складу Балтійського флоту. 28 травня 1937 року човен розпочав перехід Біломорсько-Балтійським каналом разом з однотипними човнами Щ-313, Щ-315, Щ-316 до арктичних портів СРСР. 30 червня 1937 року включений до складу Північного флоту.

## Історія служби
У лютому 1938 року спільно з підводними човнами Щ-404, Д-3 «Червоногвардієць», есмінцем «Карл Лібкнехт», криголамними пароплавами «Мурман», «Таймир» і судном «Мурманець» брав участь в операції з порятунку радянської науково-дослідницької арктичної станції «Північний полюс».
18-29 квітня 1939 року Щ-402 спільно з підводними човнами Щ-403, Щ-404 і Д-2 «Народоволець» забезпечував безпосадочний політ літака «ЦКБ-30» (який носив власне ім'я «Москва»; прототип бомбардувальника ДБ-3) екіпажу В. К. Коккінакі в Північну Америку за маршрутом Москва — Новгород — Гельсінкі — Тронгейм — Ісландія — мис Фарвель — острів Міскоу.
За час радянсько-фінської війни човен здійснив три патрулювання поблизу норвезьких берегів, ніс дозорну службу біля Фінляндії в Баренцевому морі і на підступах до півострова Рибальський, але в бойових діях участі не брав.
На 22 червня 1941 року ПЧ входив до складу 3-го дивізіону бригади підводних човнів Північного флоту. У роки війни здійснив 15 бойових походів, потопив німецький сторожовий корабель NM01 «Vandale» і каботажний пароплав «Вестеролен» водотоннажністю 682 тонни. Хоча за радянськими даними Щ-402 потопив 12 кораблів і суден противника.
3 квітня 1942 року Щ-402 за бойові подвиги нагороджений орденом Червоного Прапора, а 25 липня 1943 року — удостоєний звання гвардійського ПЧ.
21 вересня 1944 року в 6:42 екіпаж літака-торпедоносця A-20 «Бостон» атакував в 5,5 милях на північ від мису Слеттнес біля Ґамвіка в Баренцевому морі невідомий підводний човен, помилково прийнявши його за німецький і всупереч категоричному наказу не атакувати будь-які підводні човни в цих водах. Загинуло 45 членів екіпажу. Щ-402 став останнім підводним човном Північного флоту, який загинув за часи Другої світової війни. Точне місце достеменно досі не встановлено, тому існують інші версії загибелі човна.